# Нарвська операція (лютий 1944)
Нарвська операція (лютий 1944) — перша битва радянських військ Ленінградського фронту з німецькими військами армійської групи «Нарва» та естонськими добровольцями за оволодіння стратегічно важливим Нарвським перешийком. Складова частина багатомісячної битви за Нарву.

## Перебіг боїв
Після успішного проведення Кінгісеппсько-Гдовської операції передовим підрозділам 2-ї ударної та 8-ї армії Ленінградського фронту на 2 лютого 1944 вдалося захопити низку плацдармів на західному березі річки Нарва на Нарвському перешийку. До 7 лютого радянські війська досягли головного успіху на південному фланзі німецької групи Шпонгеймера, де з'єднання 8-ї армії, подолавши болота Крівасоо південніше Нарви, спромоглися перерізати залізничну гілку між Нарвою та Таллінном, що з'єднувала війська 3-го Германського танкового корпусу СС на оборонних позиціях лінії Вотана з основними силами на заході. Однак, генералу армії Говорову Л. О. не вдалося розвинути досягнутий успіх і повністю оточити це угруповання супротивника. Вимотані попередніми боями з'єднання 30-го гвардійського та 124-го стрілецького корпусів, що билися на цій ділянці, зіткнулися у завзятих боях з німецькими та естонськими військами.
15 лютого 1944, практично без перерви та підготовки, Червона армія здійснила спробу продовжити наступ на нарвському напрямку. Проте, зіштовхнувшись із впертим спротивом ворога на усіх ділянках фронту, з 20 лютого радянські війська зупинили свої подальші спроби та розпочали закріплятися на досягнутому. На той час втрати Ленінградського фронту становили більше половини від початкової чисельності тих військ, що розпочали Ленінградсько-Новгородську операцію, і складали 227 440 чоловік загиблими, пораненими та зниклими безвісти.
Скориставшись паузою в діях радянських військ, командування армійської групи «Нарва» негайно вжило заходів, щоб ліквідувати загрозу. По усіх плацдармах, які захопили війська Червоної армії були завдані удари. Північніше Нарви 45-й та 46-й естонські гренадерські полки Ваффен-СС розбили та скинули з плацдарму під Ріігікула радянські підрозділи. Ситуація на фронті стабілізувалася на короткий термін.